# 고마쓰 LAV

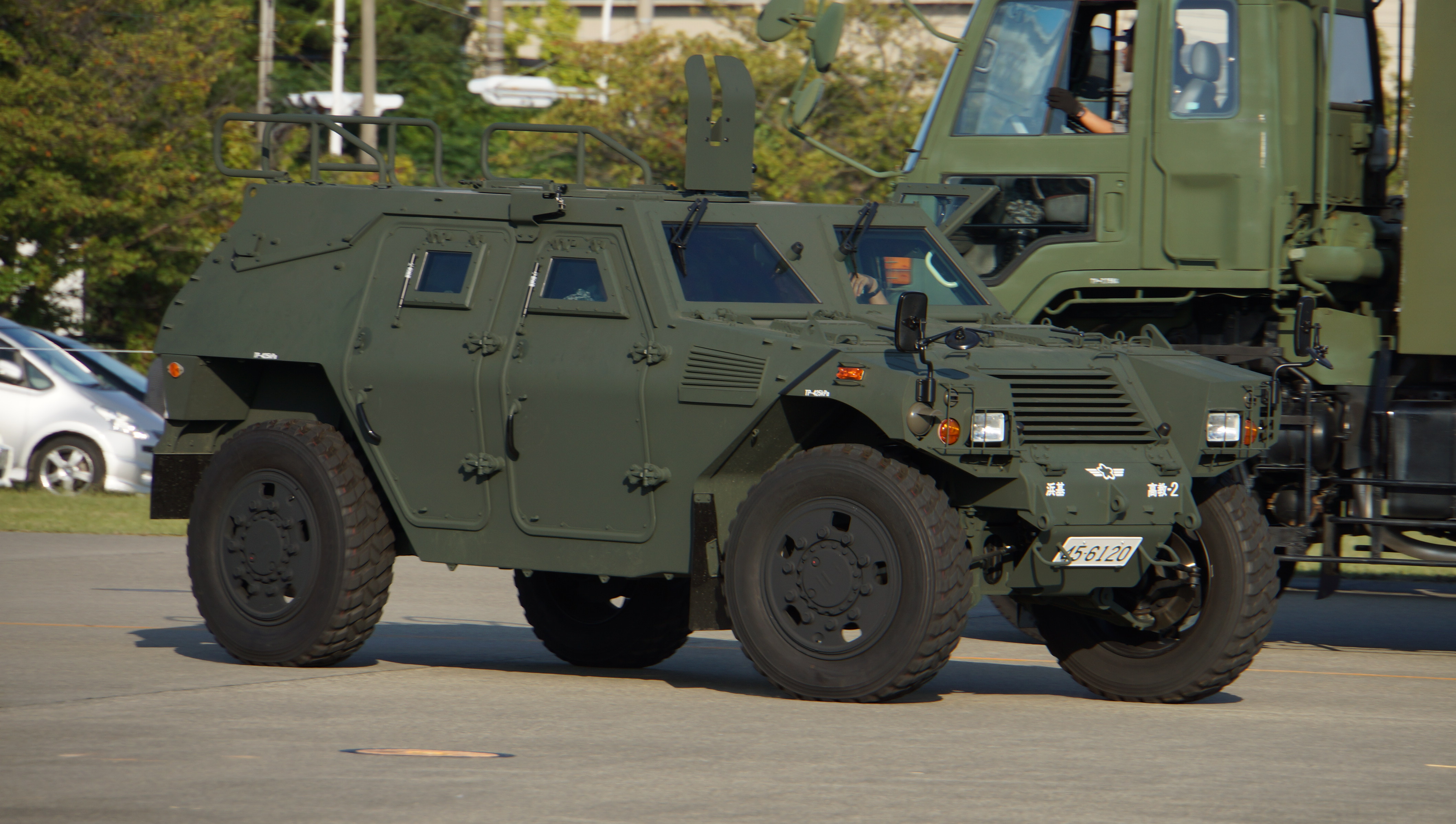

고마쓰 LAV(일본어: 軽装甲機動車)는 일본 그레이트 기업 고마쓰 제작소가 생산했던 군용 장갑차이다. 2001년에 토요타의 기술제휴로 도입했다. 고기동차의 동생이라고도 할 수 있겠다. 토미카로도 나오고 있다. 더 자세한것은 추가바람.